# 威廉·劳德
威廉·劳德（英語：William Laud，1573年10月7日—1645年1月10日），在1633年至1645年间担任英国坎特伯雷大主教一职。任上，劳德反对清教徒的激进改革并支持时任英国国王查理一世，从而导致他在英国内战当中被砍头。